# Comunidad de comunas de los Valles de Ax
La Comunidad de comunas de los Valles de Ax (Communauté de communes des Vallées d'Ax, CCVA, en francés), es una estructura intercomunal francesa situada en el departamento francés de Ariège de la región de Mediodía-Pirineos.

## Historia
Fue creada el 10 de enero de 2002 con la unión de las veinticinco comunas del antiguo cantón de Les Cabannes y las catorce comunas del antiguo cantón de Ax-les-Thermes, y que actualmente forman parte del nuevo cantón de Alto Ariège.

## Nombre
Debe su nombre a que las treinta y nueve comunas se hallan en la zona de influencia del valle de Ax(-les-Thermes). 

## Composición
La Comunidad de comunas reagrupa 39 comunas:
| Albiès                      | 09004 | Alto Ariège | 131  | 7.69   | 17  |
| Appy                        | 09012 | Alto Ariège | 31   | 6.10   | 5.1 |
| Ascou                       | 09023 | Alto Ariège | 153  | 35.59  | 4.3 |
| Aston                       | 09024 | Alto Ariège | 220  | 153.80 | 1.4 |
| Aulos                       | 09028 | Alto Ariège | 56   | 1.04   | 54  |
| Axiat                       | 09031 | Alto Ariège | 35   | 9.54   | 3.7 |
| Ax-les-Thermes              | 09032 | Alto Ariège | 1318 | 30.26  | 44  |
| Bestiac                     | 09053 | Alto Ariège | 20   | 6.57   | 3   |
| Bouan                       | 09064 | Alto Ariège | 36   | 3.44   | 10  |
| Caussou                     | 09087 | Alto Ariège | 62   | 15.83  | 3.9 |
| Caychax                     | 09088 | Alto Ariège | 13   | 5.66   | 2.3 |
| Château-Verdun              | 09096 | Alto Ariège | 39   | 0.79   | 49  |
| Garanou                     | 09131 | Alto Ariège | 170  | 3.01   | 56  |
| Ignaux                      | 09140 | Alto Ariège | 114  | 5.49   | 21  |
| Larcat                      | 09155 | Alto Ariège | 37   | 9.31   | 4   |
| Larnat                      | 09156 | Alto Ariège | 21   | 5.60   | 3.8 |
| Lassur                      | 09159 | Alto Ariège | 60   | 11.99  | 5   |
| Les Cabannes                | 09070 | Alto Ariège | 344  | 0.87   | 395 |
| L'Hospitalet-près-l'Andorre | 09139 | Alto Ariège | 91   | 26.12  | 3.5 |
| Lordat                      | 09171 | Alto Ariège | 47   | 7.37   | 6.4 |
| Luzenac                     | 09176 | Alto Ariège | 556  | 26.43  | 21  |
| Mérens-les-Vals             | 09189 | Alto Ariège | 178  | 80.12  | 2.2 |
| Montaillou                  | 09197 | Alto Ariège | 29   | 8.61   | 3.4 |
| Orgeix                      | 09218 | Alto Ariège | 82   | 18.39  | 4.5 |
| Orlu                        | 09218 | Alto Ariège | 188  | 70.79  | 2.7 |
| Pech                        | 09226 | Alto Ariège | 48   | 4.81   | 10  |
| Perles-et-Castelet          | 09228 | Alto Ariège | 206  | 17.77  | 12  |
| Prades                      | 09232 | Alto Ariège | 43   | 28.97  | 1.5 |
| Savignac-les-Ormeaux        | 09283 | Alto Ariège | 432  | 28.31  | 15  |
| Senconac                    | 09287 | Alto Ariège | 9    | 4.67   | 1.9 |
| Sinsat                      | 09296 | Alto Ariège | 108  | 4.01   | 27  |
| Sorgeat                     | 09298 | Alto Ariège | 93   | 18.92  | 4.9 |
| Tignac                      | 09311 | Alto Ariège | 19   | 3.53   | 5.4 |
| Unac                        | 09318 | Alto Ariège | 116  | 2.65   | 44  |
| Urs                         | 09320 | Alto Ariège | 39   | 0.91   | 43  |
| Vaychis                     | 09325 | Alto Ariège | 29   | 4.49   | 6.5 |
| Vèbre                       | 09326 | Alto Ariège | 129  | 5.19   | 25  |
| Verdun                      | 09328 | Alto Ariège | 228  | 11.71  | 19  |
| Vernaux                     | 09330 | Alto Ariège | 33   | 6.06   | 5.4 |

## Competencias
La comunidad es un organismo público de cooperación intercomunal.
Sus recursos provienen del impuesto sobre los rendimientos del trabajo único, del sistema de contribuciones que se aplica a los residuos y asignaciones y subvenciones de diversos socios.
Sus competencias en general se centran en el desarrollo económico, medio ambiental, de empleo y los servicios comunitarios a los habitantes:
- Ordenación del Territorio
  - Plan de Coherencia Territorial (SCOT, en francés) (a título obligatorio).
  - Plan Sectorial (a título obligatorio).
- Desarrollo y organización económica
  - Acción de desarrollo económico de las actividades industriales, comerciales o de empleo, (apoyo de las actividades agrícolas y forestales...) (a título obligatorio).
  - Creación, organización, mantenimiento y gestión de zonas de actividades industriales, comerciales, terciario, artesanal o turístico (a título obligatorio).
- Desarrollo y organización social y cultural
  - Actividades culturales y socioculturales (a título facultativo).
  - Actividades deportivas (a título facultativo).
  - Construcción y/u organización, mantenimiento, gestión de equipamientos o establecimientos culturales, socioculturales, socioeducativos, deportivos… (a título optativo).
  - Transporte escolar (a título facultativo).
- Medio ambiente
  - Saneamiento no colectivo (a título facultativo).
  - Recogida y tratamiento de los residuos urbanos y asimilados (a título optativo).
  - Protección y valorización del Medio Ambiente (a título optativo).
- Vivienda y hábitat
  - Programa local del hábitat (a título optativo).
- Servicio de vías públicas
  - Creación, organización y mantenimiento del servicio de vías públicas (a título optativo).
- Otros
  - Adquisición comunal de material (a título facultativo).
  - Informática, Talleres vecinales (a título facultativo).